# Deobandyzm

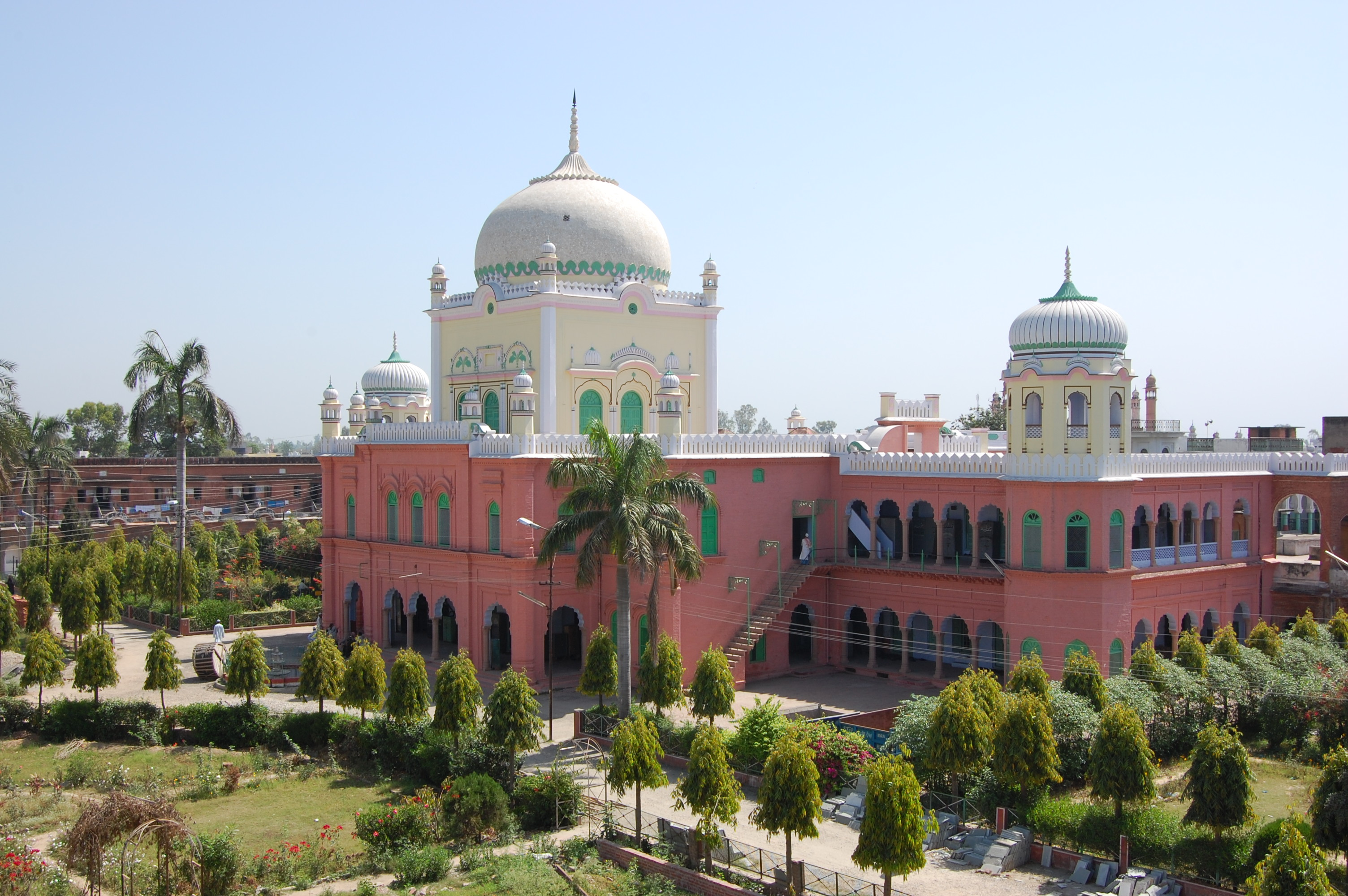
Medresa Darul Uloom w Deobandzie

Deobandyzm – fundamentalistyczna interpretacja islamu oparta na szkole hanafickiej, głosząca potrzebę jego reformy i powrotu do „czystości” wzorowanej na społecznościach arabskich z VII wieku.
Ruch ten powstał w 1867 roku w medresie Darul Uloom w indyjskim mieście Deoband. Jej założyciele sprzeciwiali się charakterystycznej dla brytyjskich Indii hierarchii społecznej, odrzucali szyizm i prawa kobiet.
W ramach ideologicznej ekspansji, deobandyści zainicjowali program wznoszenia medres, bezpośrednio lub pośrednio związanych z główną siedzibą w Deobandzie poprzez takie organizacje jak Jamiat Ulema-e-Hind czy Tablighi Jamaat. Ocenia się, że około 45% meczetów w Wielkiej Brytanii jest prowadzonych przez związanych z tym ruchem kaznodziejów.
Studenci (arab. ‏طالب‎, ṭālib, tłum. „student”) deobandyjskich medres położonych w obozach dla afgańskich uchodźców w Pakistanie stworzyli ruch talibów.